# Камісеа – Піско (трубопровід для ЗВГ)
Камісеа — Піско — перуанський трубопровід для транспортування фракцій С3+, видобутих у межах проекту Камісеа, до тихоокеанського узбережжя.
Газ родовищ проекту Камісеа містить велику кількість гомологів метану (наприклад, для Кашіріарі — 4,3 % пропану/бутану та до 3 % газового бензину, для Сан-Мартін — 5,5 % пропану/бутану та 3,3 % газового бензину). Неподалік від місця видобутку на газопереробному заводі Malvinas відбувається виділення фракцій С3+. Далі вони спрямовуються з цього малозаселеного району верхнього басейну Амазонки до споживачів по інший бік від Анд. У Піско на тихоокеанському узбережжі згадані вище фракції надходять на завод з їх розділення на пропан, бутан та газовий бензин, після чого можуть транспортуватись через споруджений тут морський термінал.
Трубопровід для ЗВГ Камісео-Піско має діаметр 250—350 мм, довжину 431 км та проектну потужність до 50 тисяч барелів на добу. Його спорудженням займався консорціум з учасників розробки родовищ проекту Камісео — американської Hunt Oil та південнокорейської SK Corporation, а також  італійсько-аргентинського індустріального конгломерату Techint (через компанію Tecgas), аргентинської Pluspetrol, алжирської Sonatrach та перуанської Graña y Montero S.A.
Введення трубопроводу і заводу з фракціонування в дію відбулось у 2004 році.